# Liaskjeret
Liaskjeret ou  Nordra Liaskjeret, est une île norvégienne du comté de Vestland appartenant administrativement à Fedje.

## Description
Rocheuse et désertique, à fleur d'eau, elle s'étend sur environ 153 m de longueur pour une largeur approximative de 100 m. 